# Trichorondibilis
Trichorondibilis is een kevergeslacht uit de familie van de boktorren (Cerambycidae). De wetenschappelijke naam van het geslacht werd voor het eerst geldig gepubliceerd in 1960 door Breuning.

## Soorten
Trichorondibilis omvat de volgende soorten:
- Trichorondibilis laosica Breuning, 1965
- Trichorondibilis rufipennis Breuning, 1960